# Cantone di Saint-Ours
Il Cantone di Saint-Ours è una divisione amministrativa dell'Arrondissement di Clermont-Ferrand e dell'Arrondissement di Riom.
È stato costituito a seguito della riforma approvata con decreto del 21 febbraio 2014, che ha avuto attuazione dopo le elezioni dipartimentali del 2015.

## Composizione
Comprende i seguenti 40 comuni:
- Bourg-Lastic
- Briffons
- Bromont-Lamothe
- La Celle
- Chapdes-Beaufort
- Charbonnières-les-Varennes
- Cisternes-la-Forêt
- Combrailles
- Condat-en-Combraille
- Fernoël
- Giat
- La Goutelle
- Herment
- Landogne
- Lastic
- Messeix
- Miremont
- Montel-de-Gelat
- Montfermy
- Pontaumur
- Pontgibaud
- Prondines
- Pulvérières
- Puy-Saint-Gulmier
- Saint-Avit
- Saint-Étienne-des-Champs
- Saint-Germain-près-Herment
- Saint-Hilaire-les-Monges
- Saint-Jacques-d'Ambur
- Saint-Julien-Puy-Lavèze
- Saint-Ours
- Saint-Pierre-le-Chastel
- Saint-Sulpice
- Sauvagnat
- Savennes
- Tortebesse
- Tralaigues
- Verneugheol
- Villosanges
- Voingt